# Gentiana dinarica
Gentiana dinarica är en gentianaväxtart som beskrevs av Günther von Mannagetta und Lërchenau Beck. Gentiana dinarica ingår i släktet gentianor, och familjen gentianaväxter. Inga underarter finns listade i Catalogue of Life.